# Fundu Văii (okręg Bacău)
Fundu Văii – wieś w Rumunii, w okręgu Bacău, w gminie Pâncești. W 2011 roku liczyła 152 mieszkańców.